# Чилингарян, Юрий Сергеевич
Юрий Сергеевич Чилингарян (арм. Յուրի Սերգեյի Չիլինգարյան; 1938—2016) — советский и армянский учёный-радиофизик, доктор физико-математических наук, профессор, член-корреспондент АН АрмССР (1986), действительный член Академии наук Армении (1996). Академик-секретарь Отделения физики и астрофизики Национальной академии наук Армении (2006—2016). Заслуженный деятель науки Республики Армения (2009).

## Биография
Родился 22 сентября 1938 года в Ереване, Армянской ССР.
С 1955 по 1960 год обучался на физико-математическом факультете Ереванского государственного университета. с 1965 по 1968 год обучался в аспирантуре Московского государственного университета под руководством С. А. Ахманова и Р. В. Хохлова.
С 1961 года на научно-исследовательской и педагогической работе в Ереванском государственном университете в качестве ассистента кафедры ядерной физики, с 1963 по 1972 год — научный сотрудник, ведущий инженер и руководитель проблемной лаборатории радиационной физики, с 1972 года — заведующий кафедрой оптики и одновременно с 1985 по 2000 год — декан физического факультета этого университета.
С 2006 по 2016 год — академик-секретарь Отделения физики и астрофизики и член Президиума Национальной академии наук Армении. С 2016 года — советник Президиума этой академии.

### Научно-педагогическая деятельность и вклад в науку
Основная научно-педагогическая деятельность Ю. С. Чилингаряна была связана с вопросами в области электроники и радиофизики, нелинейной и когерентной оптики статистически упорядоченных сред, занимался исследованиями в области вопросов взаимодействия лазерного излучения с жидкими кристаллами. Ю. С. Чилингарян внёс значимый вклад в развитие новых направлений нелинейной оптики и лазерной физики, являлся организатором научного направления науки — лазерная физика и нелинейная оптика жидких кристаллов.
Ю. С. Чилингарян являлся одним из организаторов Всесоюзного симпозиума по нелинейной оптике (1967), Первого Всесоюзного научного совещания по взаимодействию лазерного излучения с жидкими кристаллами (1978), Международной конференции по когерентной и нелинейной оптике (1982) и  Первого Всемирного конгресса армянских физиков (2004). Ю. С. Чилингарян являлся — членом Научного совета АН СССР по проблеме «Когерентная и нелинейная оптика», председателем Совета по физике и астрофизике Национальной академии наук Армении (2003—2006), членом Коллегии национальных экспертов стран СНГ по «Лазерам и лазерным технологиям» и заместителем председателя Правления Армянского физического общества, а так же членом редсоветов научных журналов «Известия НАН Армении. Физика» и «Квантовая электроника».
В 1968 году защитил кандидатскую диссертацию по теме: «Экспериментальное исследование вынужденного рассеяния и самофокусировки света в жидкостях», в 1984 году защитил докторскую диссертацию на соискание учёной степени доктор физико-математических наук по теме: «Нелинейная оптика жидких кристаллов». В 1986 году ему присвоено учёное звание профессор. В 1986 году он был избран член-корреспондентом АН АрмССР, в 1996 году — действительным членом НАН Армении.  В. А. Микаеляном было написано более двухсот пятидесяти научных работ и монографий, в том числе первой в мире монографии по вопросам оптики «Нелинейная оптика жидких кристаллов» (М., "Наука", 1984), а так же 9 авторских свидетельств на изобретения в области волоконной оптики и оптоэлектроники. Под его руководством было подготовлено шесть докторских и двенадцать кандидатских диссертаций.

## Основные труды
- Экспериментальное исследование вынужденного рассеяния и самофокусировки света в жидкостях. - Ереван, 1968. - 119 с.
- Нелинейная оптика жидких кристаллов. - Ереван, 1984. - 373 c.
- Нелинейная оптика жидких кристаллов / С. М. Аракелян, Ю. С. Чилингарян. - М. : Наука, 1984. - 360 с[4]

### Публикации
- Резонансная активная спектроскопия атомов в газовой фазе // Квантовая электроника, 3:8 (1976),  1850–1851  ￼
- Active resonance spectroscopy of atoms in the gaseous phase, Sov J Quantum Electron, 6:8 (1976), 1015–1016]
- Наблюдение обертонов колебательно-вращательных молекулярных переходов методом когерентной активной спектроскопии // Квантовая электроника, 4:9 (1977),  1911–1916
- Observation of overtones of vibrational-rotational molecular transitions by coherent active spectroscopy, Sov J Quantum Electron, 7:9 (1977), 1086–1089
- Эффективность нелинейного преобразования излучения при синхронной генерации третьей гармоники в холестерическом жидком кристалле // Квантовая электроника, 4:7 (1977),  1441–1446
- Efficiency of nonlinear radiation conversion by phasematched third harmonic generation in a cholesteric liquid crystal, Sov J Quantum Electron, 7:7 (1977), 814–817
- Пространственная когерентность лазерного излучения, прошедшего через жидкий кристалл вблизи фазового перехода в изотропную жидкость // Квантовая электроника, 4:6 (1977),  1387–1390
- Spatial coherence of laser radiation transmitted by a liquid crystal near its phase transition to the isotropic liquid state, Sov J Quantum Electron, 7:6 (1977), 790–792
- Оптические характеристики слоя холестерического жидкого кристалла в диэлектрических обкладках конечной толщины; анализ для заполненного резонатора Фабри-Перо // Квантовая электроника, 7:5 (1980),  959–972
- Optical characteristics of a layer of cholesteric liquid crystal between dielectric plates of finite thickness and analysis for a filled Fabry–Perot resonator”, Sov J Quantum Electron, 10:5 (1980), 547–554
- Нелинейная оптика жидких кристаллов // УФН, 131:1 (1980),  3–44  mathnet; S. M. Arakelyan, G. A. Lyakhov, Yu. S. Chilingaryan, “Nonlinear optics of liquid crystals”, Phys. Usp., 23:5 (1980), 245–268
- Адиабатические и не адиабатические искажения модулированных структур, наведенных лазерным полем в нематических жидких кристаллах // Квантовая электроника, 9:12 (1982),  2481–2490
- Переход Фредерикса в нематических жидких кристаллах в статических и световых полях – общие черты, особенности // Докл. АН СССР, 275:1 (1984),  52–55
- Жидкокристаллический транспарант для широкоапертурной компрессии пикосекундных лазерных импульсов и получение спектрально-ограниченного излучения // ЖТФ, 61:6 (1991),  118–125
- Observation of two regions of selective light reflection from a thin film of a cholesteric liquid crystal, Quantum Electron., 43:5 (2013), 433–434[5]

## Награды и звания
- Заслуженный деятель науки Республики Армения (2009)[3]